# Melegena flavipes
Melegena flavipes är en skalbaggsart som beskrevs av Charles Joseph Gahan 1906. Melegena flavipes ingår i släktet Melegena och familjen långhorningar. Inga underarter finns listade i Catalogue of Life.